# 习海玲
习海玲（1963年—），陕西合阳人，汉族，中华人民共和国政治人物、第十一届全国人民代表大会解放军代表。
毕业于防化研究院军事化学专业，是中共党员。担任总装备部防化研究院第六研究所一室主任。2008年起担任全国人大代表。